# 三一八惨案

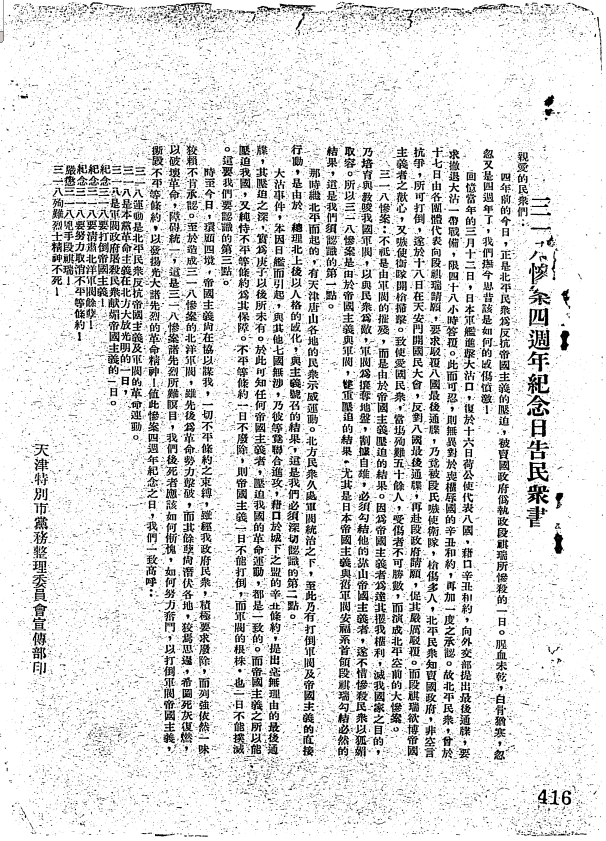
三一八慘案紀念日告民衆書

三一八惨案发生於1926年3月18日，是中華民國北京政府武力镇压请愿群众的事件。:370軍閥馮玉祥西北軍（正式名稱「國民軍」）與奉軍作戰期間，日艦炮擊國民軍，而西北軍開炮還擊，日本等國認為違反《辛丑和約》，對中華民國北京政府提出抗議。中國國民黨與中國共產黨共同在北京發動示威，是中國學生運動史上國共兩黨最早的聯合反軍閥抗議活動。學生進入天安門抗議帝國主義，要求廢除所有不平等條約。

## 背景

### 北京政变
1924年10月21日，冯玉祥在第二次直奉战争中发动北京政变，软禁大总统曹锟，逐清末帝溥仪出故宫，悬赏缉拿吴佩孚，成立国民军，并欢迎孙中山北上。然而冯军只有不足4万兵力，北临张作霖入关，南面吴佩孚反击逼近北京，不得不采取张作霖意见，联合皖系，让既无军隊又无势力的前国务总理段祺瑞重新出山，就任中华民国临时执政。

### 苏联援冯
1924年5月31日，苏联同中華民國北京政府签订《中苏解决悬案大纲协定》，协定规定废除帝俄时代与中国签定的一切不平等条约、取消治外法权和领事裁判权、取消中东铁路除商务外的一切特权等等。苏联在协定中表示承认外蒙是中华民国的一部分，尊重中华民国对外蒙的主权，并答应从外蒙撤军。中華民國與蘇聯關係良好並正式建交。
1925年5月18日，俄共（布）中央总书记斯大林亲自下令：“在中国，民族资产阶级已分化成革命的和妥协的两派”，“揭露民族资产阶级的动摇性和不彻底性，并与帝国主义作坚决的奋斗。”6月25日，《俄共（布）中央政治局会议第68号记录》关于中国问题的指令是：“务必推进以抵制、局部罢工和总罢工，而特别是铁路总罢工的形式进行的革命运动，不要害怕危机加剧。”斯大林还有令：“把中国农民卷入革命愈迅速愈彻底，中国反帝国主义的战线愈有力愈强大。”

1925年9月23、28日，俄共（布）中央确定送给冯玉祥部国民一军价值348萬6,596卢布的军火，飞机10架；国民二军价值70萬1,789卢布军火，飞机10架；国民三军308萬2,795卢布的军火；另调拨价值74萬1,000卢布的毒气弹供冯调拨使用，甚至许诺给冯2,000万卢布的外汇。12月3日，斯大林在俄共中央政治局会议上布置：
北京新中央政府应由冯玉祥及温和派组成，建立纯国民党政府则不可能。
1925年3月至1926年7月，冯玉祥国民军得到步枪55,857支，子弹约5,800万发，大炮48，山炮12门，手榴弹1万多枚，配带子弹的机枪230挺，迫击炮18门以及药品等等。1925年3月17日，苏俄驻华大使加拉罕加入驻北京外交团，并出任该团领袖。

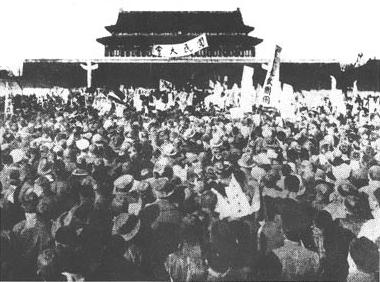
在天安門前舉行的反對八國最後通牒的國民大會

### 大沽口事件
1925年11月22日，奉系将领郭松龄在冯玉祥的支持下，在直隶滦州发动兵变，将所部改称「东北国民军」，回师关外，直逼沈阳。12月24日，郭松龄兵败被俘，次日张作霖下令将其杀害，然后率令奉军南下入关，挺进京津。
1926年，張作霖檄調敗退山東之李景林和張宗昌「直魯軍」攻其南；張作霖更遣專使与吴佩孚釋嫌修好，約他自武漢北攻馮軍於信陽，並誘引阎锡山出娘子關取保定，使馮之「國民軍」四面受敵:368。2月初旬，當奉軍艦艇在大沽口外出現時，馮軍乃在大沽口海設防，並以俄製水雷封鎖大沽口，並一度與故意穿過封鎖線日艦砲戰:369。日本人首先對馮軍布雷，提出抗議:369。3月12日，冯军与奉军作战期间，两艘日本军舰护卫奉系军舰进入大沽口，并炮击国民军，守军死伤十余名。国民军开炮还击，将日本军舰逐出。3月16日，英、美、法、意、荷、比、西、日八國，聯合援引《辛丑和約》海口不得設防之條款，向北京政府外交部，提出44小時限期「最後通牒」:370。八國公使团向北京政府提出拆除大沽口国防设施的要求，否则將以武力解决。同时各国派军舰云集大沽口，武力威胁中華民國北京政府。
1926年3月16日，中華民國北京政府外务部接到列强外交团之“最后通牒”后，经紧急磋商即于当日午夜答复，称“最后通牒”内容“超越《辛丑条约》之范围”，所以“不能认为适当”。因为按《辛丑条约》，只有大沽口至北京一线炮台应予以一律削平，对水道并没有相关条文规定。公使团对此并未作答辩。段祺瑞乃勸馮部停止布雷:370。

## 经过

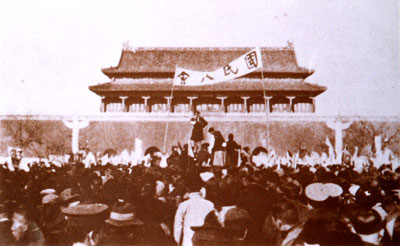
在天安门前举行的反对八国最后通牒的国民大会

### 游行初期
中國國民黨與中國共產黨共同在北京發動示威，是中國學生運動史上國共兩黨最早的联合反军阀抗議活動。
3月16、17日，国共两党在北京开会，徐谦以国民党执行委员会代表的身份同李大钊领导的中共北方区委决定组织各学校和群众团体在天安门集会。组织者随即率领群众冲击国务院，作为守门的卫兵，冯玉祥的国民军没有开门。愤怒的群众遂有团围、翻墙抓人等举动，受到卫兵阻拦，因此双方发生口角，相持五、六小时，人群直到很晚方才散去。当夜，总指挥韩麟符向李大钊汇报群众情况，李“即表示同国民军的士兵不要搞得太僵，我们还是要争取国民军的”。

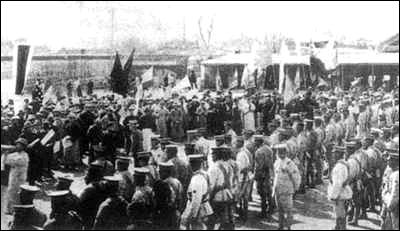
示威群众在段祺瑞执政府门前广场请愿时与军队对峙

3月18日，數千北京學生和市民乃集合於天安門前開「國民大會」，聲言反抗「八國通諜」:370。上午10時，国民党北京执行部、北京市党部，中共北方区委、北京市委，北京总工会，学生联合会等团体于80多所学校共约5,000多人在天安门举行“反对八国最后通牒的国民大会”（即“318”抗议大会），号称十万人抗议大会。广场北面临时搭建的主席台上悬挂着孙中山先生的遗像和他撰写的对联“革命尚未成功，同志仍须努力”。台前横幅上写着“北京各界坚决反对八国最后通牒示威大会”。中共北方区委的领导李大钊、赵世炎、陈乔年参加大会，大会主席、中俄大学校长徐谦发表讲话，大会决议：“通电全国一致反对八国通牒，驱逐八国公使，废除一切不平等条约，撤退外国军舰，电告国民军为反对帝国主义侵略而战。”要求把八國公使趕出中國，並撕毁《辛丑和約》:370。大會由徐謙、顧孟餘、李大釗等公開或暗中主持:370。最后大会一共通过了八条决议。组织者又一次要求与会者去国务院示威。群众不愿意去，害怕被镇压。李大钊登台高呼：“大家不要害怕，他们不敢把我们怎么样！”但与会者中仅有数百众跟随前往。作为参与者的李葆华（李大钊儿子）回忆说：“由于前一天曾发生过流血事件，我们特意做了准备。每人做游行示威的小旗时，都挑选了较粗的棍子当‘旗杆’，用以自卫。”

### 流血衝突

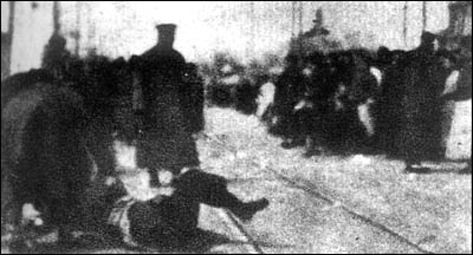
军警正在殴打学生

大会结束后，游行队伍由李大钊率领。一時群情激昂，呼嘯衝向國務院:370。按预定路线，从天安门出发，经东长安街、东单牌楼、米市大街、东四牌楼，最后进入铁狮子胡同（今张自忠路）东口，在段祺瑞执政府（今中国人民大学清史研究所）门前广场请愿。示威群众公推代表去向卫士长交涉，要求开门放队伍进去，并请段祺瑞和国务总理贾德耀出来见面。在执政府内开会的总理贾德耀等人知难而退，从侧门离开。而事件发生时段祺瑞并不在执政府。這時執政府衛隊長乃下令開槍:370。墙里头最先打响了三枪。槍聲驟起，群眾前逃後衝，秩序大亂:370。有记者披露，示威者有人执带铁钉的棍子并抢士兵的枪，《临时执政令》则认为游行者“闯袭国务院，拨灌大油，抛掷炸弹，手枪木棍，丛击军警。各军警因正当防卫，以致互有死伤。”被擊斃學生和市民達47人:370。伤者150餘人:370，包括两名便衣警察、一名卫兵。
死者中为人们所熟知的有北京女子师范大学学生刘和珍、楊德群。後來軍警在清理現場時，竟然將死者的財物盡行掠去，甚至連衣服也全部剝光。
清华大学一年级生韦杰三下腹部被枪伤四孔，三日后去世；大学部学生、学生会评议部长、清華劇社社長、曾任《清華周刊》總編輯何鸿烈，於同年十二月傷病復發去世。李大钊和陈乔年也负伤。北京的防卫主要由冯玉祥手下五虎将之一的鹿钟麟的军队负责。

### 后续发展

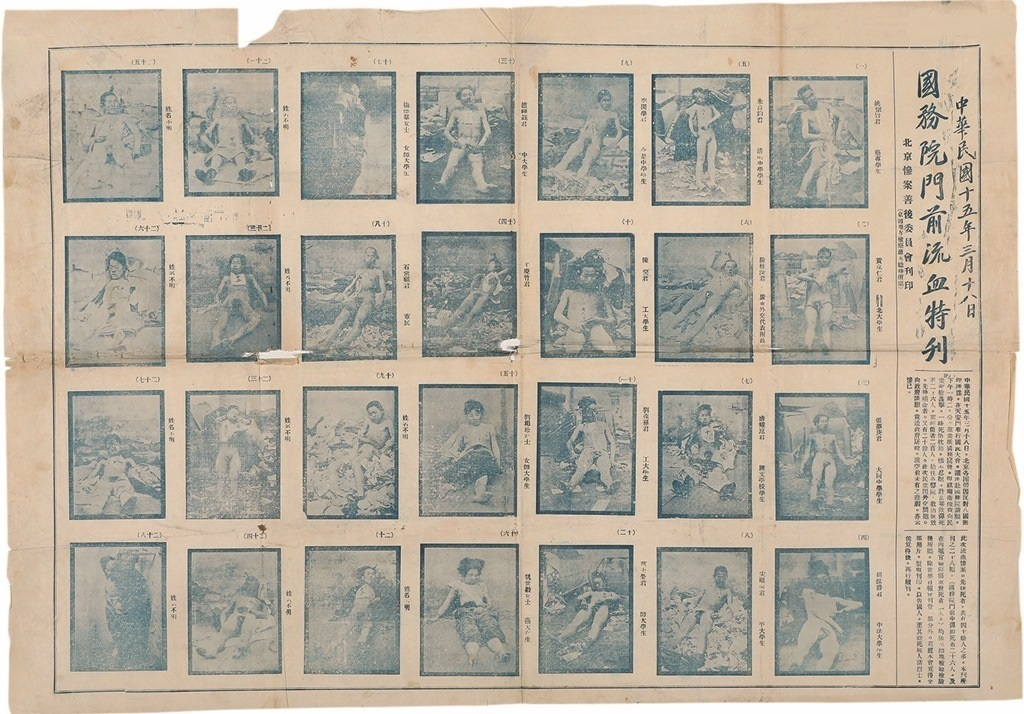
三一八惨案报道

有來源称段祺瑞在知道政府卫队打死徒手请愿的学生之后，随即赶到现场，面对死者长跪不起，并从此终生食素，以示忏悔。也有來源稱三一八當天段祺瑞沒有去現場，後來也沒有出現在「悼念三一八慘案死難同胞大會」上，與称段祺瑞长跪悼念遇难学生的史料時間不符。段政府又称示威学生为“暴徒”。有回忆者称段祺瑞在三一八之后在家中也吃荤，在其他场合吃素只是与信佛有关。
强大民意压力迫使段祺瑞政府召集非常会议，通过了屠杀首犯“应听候国民处分”的决议；京师地方检察厅对惨案进行了调查取证并正式认定：“此次集会请愿宗旨尚属正当，又无不正侵害之行为，而卫队官兵遽行枪毙死伤多人，实有触犯刑律第311条之重大嫌疑。”
3月18日，段祺瑞及北京國務院通電謂本日慘案乃徐謙等鼓動所致，下令通緝徐謙、李大釗、李石曾、易培基、顧孟餘五人:370-371。朱家骅、蒋梦麟、鲁迅等几十人也上了黑名单。徐谦等乃避入蘇聯使館:371。李大钊、鲁迅等人被迫转移，国共两党领导机关则迁入苏联使馆。這就伏下後來張氏父子查抄蘇聯使館契機:371。
1926年4月9日，鹿钟麟率国民军以段祺瑞暗通奉系为罪名包围国务院，段祺瑞逃入东交民巷法国使馆，执政府倒台。4月17日奉军占领北京。奉军进京后查封《京报》馆和一批报刊，邵飘萍于4月26日清晨被秘密处决。张学良逮捕了共产党员郭隆真，然后派奉军闯进北大、女师大、中俄大学等，大肆查禁书刊，搜捕反对人士。

## 各界反应

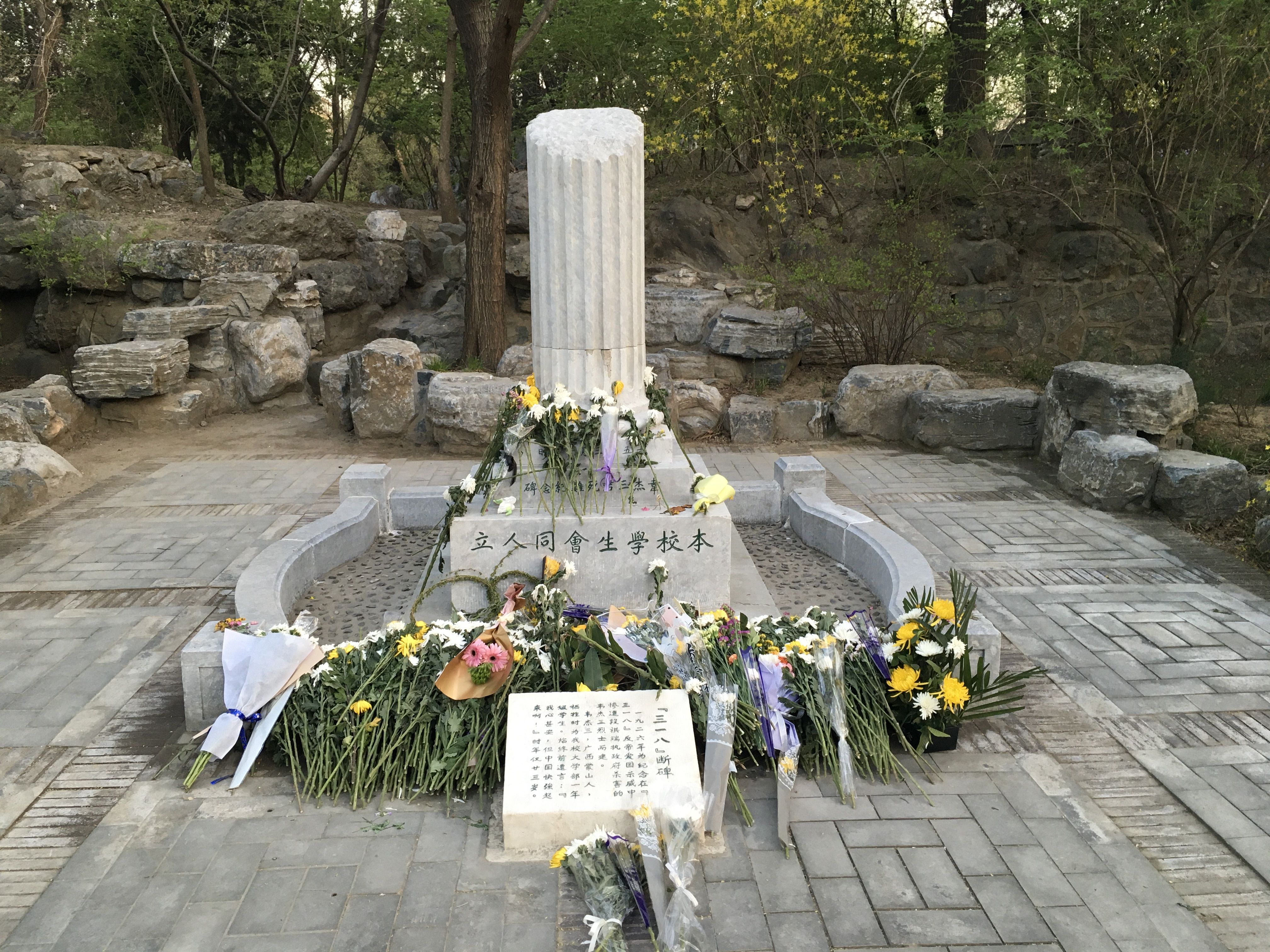
清華大學學生韋杰三君死難紀念碑

目击三一八惨案的世界日报记者张友渔到世界日报馆上班时诉说了惨案的情况，力主新闻安排到头版。次日，《世界日报》头版全版报道这个惨案的情况，大字标题《段政府果与国民宣战矣》。并一连五天，该报均以一版全版报道这个惨案，同时刊登刘和珍等人的遗照，引发社会巨震。《泰晤士报》称這次事件是“兽性”的“惊人惨案”。鲁迅称这一天为“民国以来最黑暗的一天”。中国知识分子和媒体表现出前所未有的社会良知，周作人、林语堂、朱自清、蒋梦麟、王世杰、闻一多、梁启超、许士廉、高一涵、杨振声、凌叔华等纷纷谴责段祺瑞政府。《语丝》、《国民新报》、《世界日报》、《清华周刊》、《晨報》、《现代评论》等加入谴责暴行的行列。邵飘萍主持的《京报》，大篇幅地连续发表消息和评论，广泛而深入地报导惨案真相，《京报副刊》也发表有关文章。

全國輿論沸騰:370。3月19日，各地舆论纷纷谴责国务院门口屠杀。3月20日，北京政府國務總理賈德耀引咎辭職:370。執政段祺瑞亦明令撫卹死者，醫治傷者:370。同日，中共中央发表《为段祺瑞屠杀人民告全国民众书》，号召“全国商人、学生、工人、农民、兵士，应急起联合起来，不分党派，一致奋斗，发动一个比‘五卅’运动更伟大的运动，以雪最后通牒之耻”。3月23日，北京各界人士、各社会团体、各学校齐聚北京大学大操场，为亡灵们举行“三·一八死难烈士追悼大会”。鲁迅题写挽联：“死了倒也罢了，活着又怎么做。”后又就此惨案连续写了七篇檄文。由刘半农作词、赵元任谱曲的哀歌在北京广泛传播。
時為清華研究院學生吳其昌，在慘案發生後撰成《宋代学生干政运动考》，2.8万字，发表于《清华学报》3卷2号，是研究中国古代学生运动的最早之作。
上海、天津、广州、桂林，长沙、南昌等地及海外的华人和留学生组织各种抗议活动。

## 争议

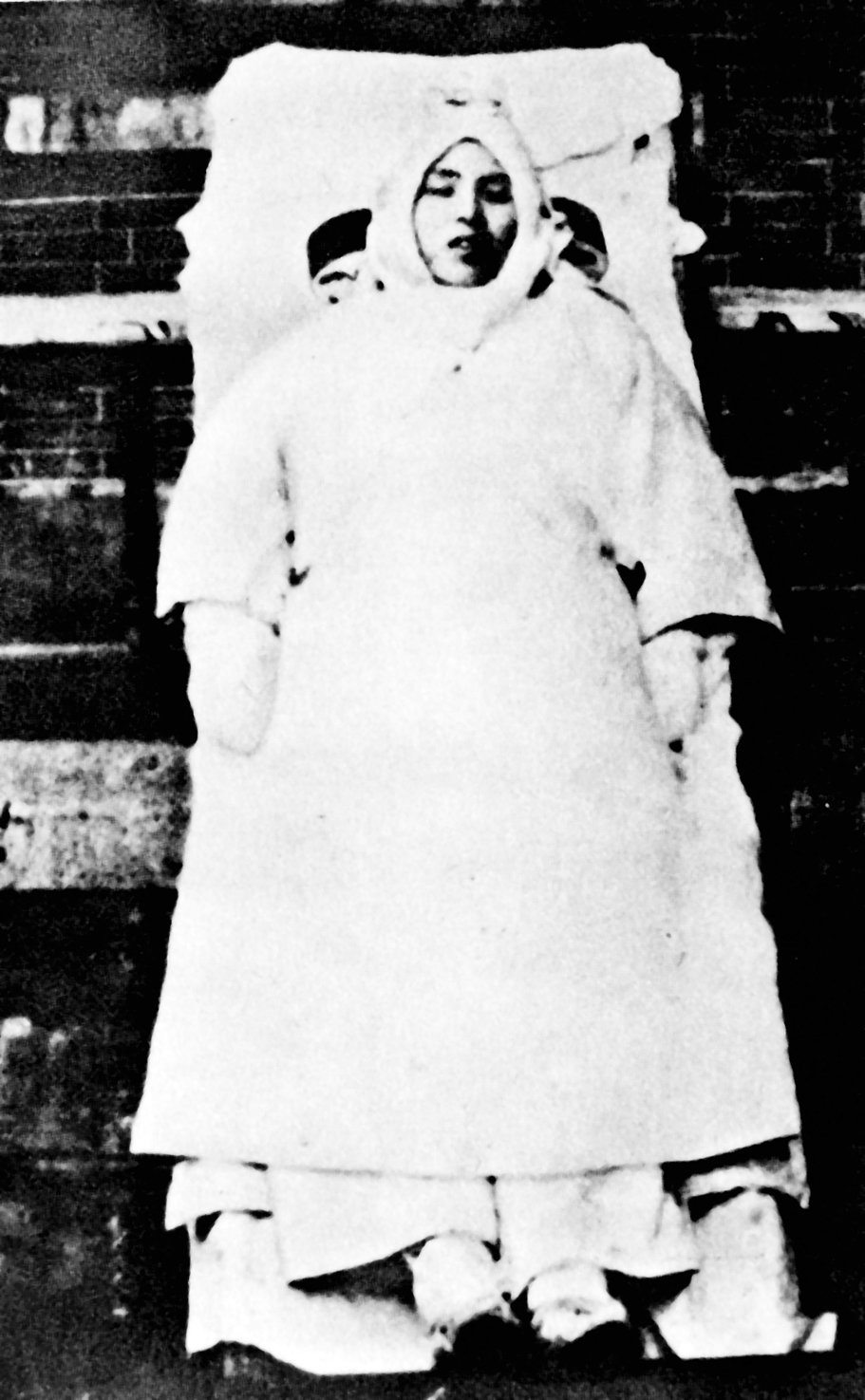
刘和珍的遗体

三一八惨案是為民國史和中國學生運動史上前所未有政府屠殺徒手學生和平民最大慘案:370。究竟是谁下令开槍，至今仍眾說紛紜，一般認為是段祺瑞
，但無實據。傅斯年说是鹿钟麟，傅斯年在昆明對鹿鐘麟說：「從前我們是朋友，可是現在我們是仇敵。學生就像我的孩子，你殺害了他們，我還能沉默嗎？」還有人指出是总理贾德耀。北京的防卫是由冯玉祥手下五虎将之一的鹿钟麟的军队主要负责。

## 纪念
三一八惨案发生地即段祺瑞执政府被北京市人民政府列为市级文物保护单位。
- 三·一八烈士公墓
- 三·一八惨案江禹烈、刘葆彝、陈燮烈士纪念碑
- 三·一八遇难烈士刘和珍、杨德群纪念碑
- 三·一八殉难烈士范士融、刘和珍、杨德群纪念碑
- 魏士毅女士纪念碑
- 三一八遇难烈士黄君克仁、李君家珍、张君仲超纪念碑
- 韦杰三君死难纪念碑
- 为国死义唐谢君纪念之碑